# Grigny 2
Grigny 2 est un quartier de la commune française de Grigny dans le département de l’Essonne, en Île-de-France. C’est la seconde copropriété d’Europe après Parly 2, conçue par le même promoteur. Placée dans le dispositif de quartier prioritaire au même titre le quartier voisin de La Grande Borne, elle ne dispose néanmoins pas du même profil : cette copropriété est d'abord habitée par des ménages relativement aisés comme des cadres ou des personnels de l'aéroport d'Orly, une situation qui change très fortement avec la dégradation de l'habitat et l'arrivée des marchands de sommeil.

## Présentation
La copropriété Grigny 2, seconde copropriété d’Europe par la taille, a été conçue par le promoteur Robert Zellinger de Balkany dans les années 1960, qui avait développé à la même période Parly 2, première copropriété européenne. Le quartier, totalisant 4 985 appartements, cinquante commerces, 4 105 places de parking, est composé de deux ensembles, les Tuileries au sud, de petits immeubles de cinq étages nommés des noms des maréchaux Lauriston, Berthier, Victor et Lefebvre ; les Sablons au nord, de grands immeubles de huit à quinze étages nommés Bonaparte, Bernadotte, Cambacérès, Davout, Sablons, Villaret, Vlaminck, Renoir, Junot, Lannes et Ney. L’ensemble est géré par un syndicat de copropriété principal et vingt-sept syndicats secondaires. Contrairement à une idée reçue, le quartier compte moins de 10 % de logements HLM. En 2010, trois cent quarante-huit établissements d’industrie, de commerce ou de service étaient installés dans le quartier.

## Géographie
La copropriété a été construite sur le coteau surplombant la rive gauche de la Seine et le lac de Viry-Châtillon, sur un terrain typique du bassin parisien composé de couches successives de calcaire, d’argile et de marne, en bordure du plateau du Hurepoix à une altitude comprise entre 85 m à proximité de l’autoroute A6 et 48 m d’altitude à proximité du centre-ville.

## Démographie
Le quartier de Grigny 2 comptait 11 706 habitants en 1999, 13 205 habitants en 2006 et 14 361 habitants lors du dernier recensement de 2009, soit une densité de population de 22 094 habitants au kilomètre carré. Les habitants de moins de vingt-cinq ans représentaient en 1999 41,5 % de la population du quartier, les étrangers représentaient 30,1 % de la population et le taux de chômage culminait à 19,9 %. En 2008, sur les 3 949 foyers fiscaux, 60,8 % étaient non-imposables et 2 462 habitants relevaient du régime de la couverture maladie universelle (CMU).

## Histoire

### Naissance
Lancé par arrêté du ministre de l’Équipement Albin Chalandon en 1968, le quartier fut construit dans le cadre de la première zone d'aménagement concerté de France à partir de 1969,. L’église Notre-Dame-de-Toute-Joie fut construite en 1973, la gare de Grigny-Centre fut mise en service en 1974.

### Décadence
En 1996, le quartier est classé zone urbaine sensible (ZUS) pour bénéficier d’attentions particulières au titre de la politique de la Ville, avant de devenir un quartier prioritaire en 2015. En 2001, le quartier a bénéficié d’un plan de sauvegarde de cinq ans. En 2007, le quartier bénéficia de la signature d’une convention de financement de rénovation par l’Agence nationale pour la rénovation urbaine (ANRU) à hauteur de 7 426 456 € sur les 16 502 818 € prévus pour le projet de rénovation, faisant du quartier le bénéficiaire d’un des plus grands projets de France de l’agence.
À partir de la fin des années 2000, le prix des logements à Grigny 2 a commencé à chuter, à mesure que les occupants se paupérisaient, qu’ils ne pouvaient plus payer leurs charges et que les immeubles se dégradaient.  Grigny 2 s’est ainsi progressivement retrouvée asphyxiée par les dettes, dans une ville ou près des deux tiers des habitants vivent sous le seuil de pauvreté. Des marchands de sommeil ont ensuite mis à profit la situation de grande vulnérabilité sociale de nombreuses personnes.
Malgré ces efforts le quartier, perdant petit à petit ses commerces, comme le supermarché E.Leclerc en 2007, fut gagné par l’insécurité avec des agressions contre les forces de l’ordre en 2005, pour partie endiguée par la vidéosurveillance installée en 2011, la réouverture du supermarché à l’enseigne Casino. Le supermarché a fermé en 2016 pour des raisons économiques.

### Difficultés financières
En 2011, le syndic de gestion du grand ensemble en difficultés financières fut placé sous administration judiciaire après le constat de quasi-faillite, la dette cumulée en septembre 2010 atteignant 6 820 000 € pour un budget de fonctionnement de 8 000 000 €, poussant nombre de propriétaires à quitter le quartier, à cause de la forte hausse des charges,, du sentiment latent d'insécurité et d'un turn-over important de résidents non propriétaires.
Les marchands de sommeil participent également à la dégradation de l'ensemble, que ce soit en subdivisant les logements, créant ainsi de la surpopulation, ou en ne payant pas leurs charges,.
Depuis 2019, l’ensemble des actifs ont été vendus à l’EPFIF, à la municipalité et au département ainsi qu'au diocèse (pour l’Église Notre-Dame-de-Toute-Joie).
En mars 2021, la copropriété, fortement paupérisée depuis sa construction, est en situation de faillite, ce qui pousse l'État à racheter 1 320 de ses 5 000 logements. D'ici 2026, il prévoit d'en transformer en logement social 400 et d'en détruire 920. Un propriétaire déclare obtenir une offre d'achat de 60 000 euros pour un appartement de 70 mètres carrés acheté 95 000 euros quinze ans auparavant,.
Le 9 mars 2023, le protocole de liquidation du syndicat principal est signé. Il sera divisé en 33 copropriétés plus petites. Les copropriétaires ont obtenu le remboursement des frais avancés en 2012 pour la rénovation.

### Nouvelle dynamique
Depuis la signature du protocole de liquidation, une dynamique de renouveau s’est progressivement installée. La division de l’ancienne copropriété a permis une gestion plus souple et adaptée aux besoins spécifiques de chaque bâtiment, facilitant les prises de décision et l’implication des habitants dans la vie collective.
Plusieurs copropriétés ont ainsi pu engager des travaux de rénovation géothermique et des parties communes. Parallèlement, des initiatives citoyennes ont vu le jour pour recréer du lien social. Des activités locales et des fêtes de quartier ont favorisé la mixité sociale et renforcé le sentiment d’appartenance des résidents.
L’État, les collectivités locales et l’EPFIF ont poursuivi leurs efforts pour encadrer la requalification urbaine, avec notamment l’organisation officielle depuis 2025 des chantiers jeunes.

## Équipements
Le quartier est équipé des écoles maternelles du Chat botté, Cendrillon, du Chaperon rouge, de la Petite sirène, de la Belle au bois dormant, des écoles élémentaires Langevin, Perrin, Elsa Triolet, Gérard Philipe, des écoles primaires Lucie Aubrac, Georges Charpak, du collège Pablo Neruda, du centre de loisirs la Ribambelle, de la salle de sport Jean-Louis Henry, d’un centre commercial en zone franche urbaine, d’un commissariat de police qui sert de dépôt pour CRS et autres, de l’église Notre-Dame-de-Toutes-Joies, de la gare de Grigny-Centre desservie par la ligne D du RER d'Île-de-France, d’un centre de protection maternelle et infantile. Le quartier est implanté en bordure de l’autoroute A6, accessible par la sortie 7.1 en direction de la province et 7 en direction de Paris. Il est coupé par la route départementale 310 et par la route nationale 441. Le quartier est desservi par la ligne D du RER, par les lignes 402, 420, 510, DM4 et DM22 du réseau de bus Évry Centre Essonne et par les lignes N135 et N144 du réseau Noctilien.

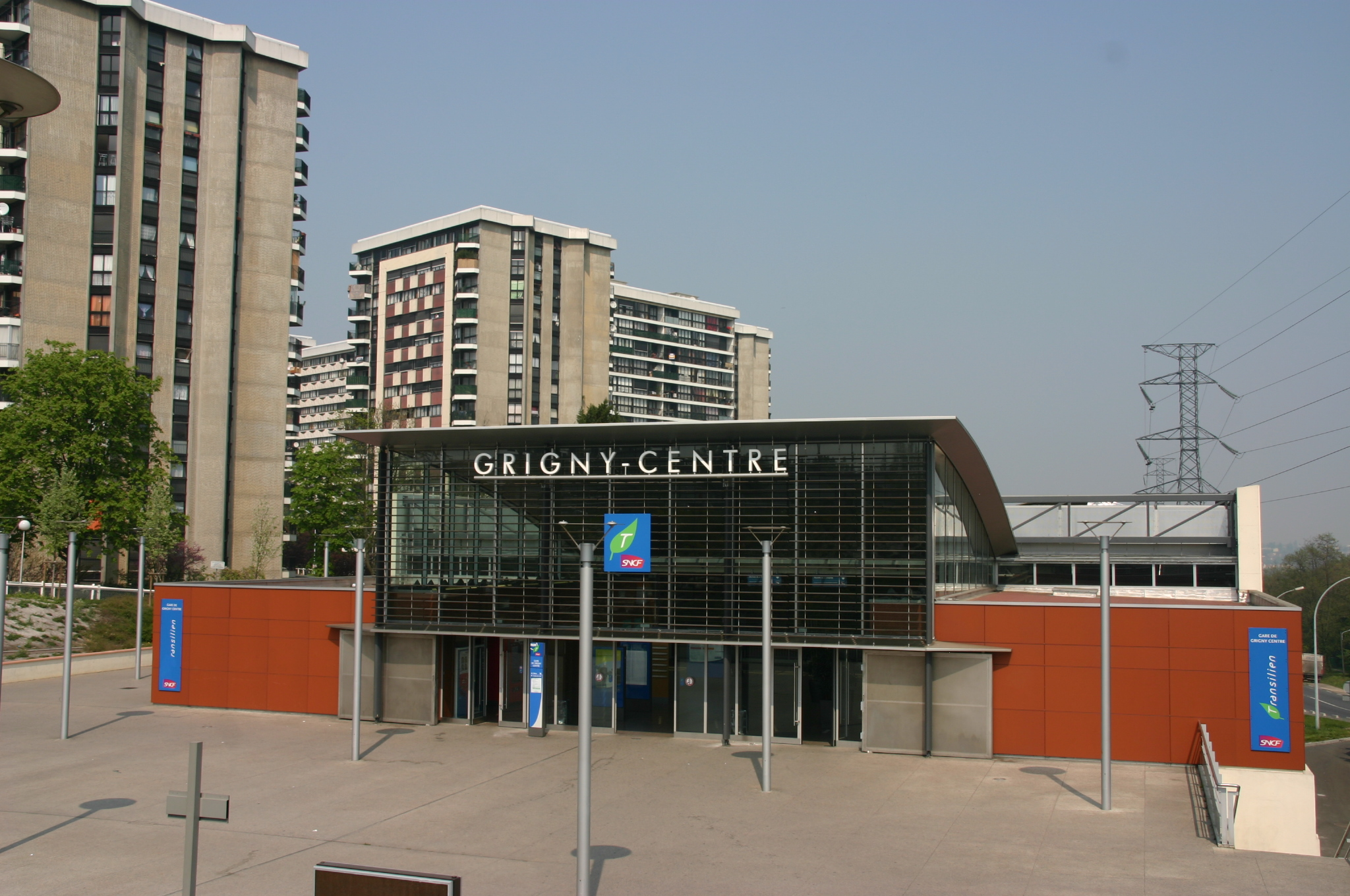
La gare de Grigny-Centre devant Grigny 2.
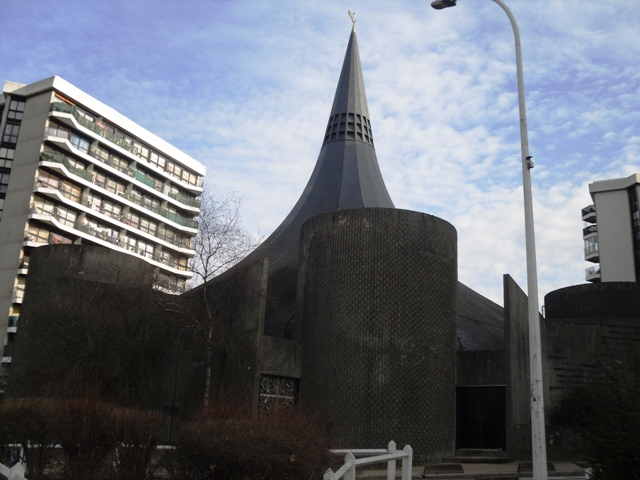
L’église Notre-Dame-de-Toute-Joie.

## Pour approfondir

## Sources
1. ↑  Fiche du territoire de la zone urbaine sensible de Grigny 2 sur le site de la mission interministérielle à la Ville. Consulté le 27/08/2012.
2. 1 2  Valentin Lebossé, « Dans l’Essonne, comment la plus grande copropriété de France a sombré dans la faillite », sur Ouest-France, 9 juin 2021 (consulté le 13 juin 2021)
3. ↑  Présentation de Grigny 2 sur le site du Groupement d’intérêt public de Grigny et Viry-Châtillon. Consulté le 27/08/2012.
4. 1 2  Présentation de Grigny 2 sur le site officiel de la copropriété. Consulté le 27/08/2012.
5. 1 2  Synthèse de présentation de la zone urbaine sensible Grigny 2 sur le site de la mission interministérielle à la Ville. Consulté le 27/08/2012.
6. 1 2 3  Tableaux statistiques de la zone urbaine sensible de Grigny 2 sur le site de la mission interministérielle à la Ville. Consulté le 27/08/2012.
7. ↑  Fiche géologique de Grigny sur le site du Brgm. Consulté le 27/08/2012.
8. ↑  Fiche de la borne géodésique WD K3-48 sur le site de l’Ign. Consulté le 27/08/2012.
9. ↑  Fiche de la borne géodésique WD K3-243 sur le site de l’Ign. Consulté le 27/08/2012.
10. ↑  Présentation de Grigny 2 sur le site de Paris Skyscrapers. Consulté le 27/08/2012.
11. ↑  Présentation du quartier sur le site du groupement d’intérêt public de Grigny et Viry-Châtillon. Consulté le 27/08/2012.
12. ↑  Histoire de la commune de Grigny sur le site topic-topos.com Consulté le 27/08/2012.
13. ↑  Décret n°96-1156 du 26 décembre 1996 fixant la liste des zones urbaines sensibles sur le site legifrance.gouv.fr Consulté le 27/08/2012.
14. ↑  Arrêté préfectoral 2001-DDE-SH-104 du 11 avril 2001 sur le site du groupement d’intérêt public de Grigny et Viry-Châtillon. Consulté le 27/08/2012.
15. ↑  Convention financière ANRU de Grigny 2 sur le site officiel de l’Agence nationale. Consulté le 27/08/2012.
16. ↑  Revue du projet de rénovation urbaine de Grigny 2 sur le site de la copropriété. Consulté le 27/08/2012.
17. ↑  Article La relance à Grigny - La Grande Borne – Grigny 2 paru sur le site officiel de l’ANRU. Consulté le 27/08/2012.
18. ↑  Benoît Collet, « « C’est pourri, mais je n’ai pas le choix » : à Grigny, le paradis des marchands de sommeil, l’enfer pour les locataires », sur Bastamag, 27 septembre 2023
19. ↑  Article Fermeture programmée de Grigny 2 paru le 28 mars 2007 sur le site du quotidien Le Parisien. Consulté le 27/08/2012.
20. ↑  Article Climat tendu à Grigny 2 paru le 17 mars 2005 sur le site du quotidien Le Parisien. Consulté le 27/08/2012.
21. ↑  Article A Grigny 2, une baisse de 76 % des vols avec violence paru le 21 décembre 2011 sur le site du quotidien Le Parisien. Consulté le 27/08/2012.
22. ↑  Fiche du supermarché Casino de Grigny sur le site officiel de l’enseigne. Consulté le 27/08/2012.
23. ↑  « Sans supermarché depuis 2016, Grigny pose la première pierre d’une nouvelle grande surface », sur Le Figaro, 8 septembre 2024 (consulté le 1er juin 2025)
24. ↑  Article A Grigny 2, chronique d’une copropriété au bord de la faillite paru le 16 septembre 2011 sur le site du quotidien Le Parisien. Consulté le 27/08/2012.
25. ↑  Article L’incroyable ardoise des copropriétaires de Grigny 2 paru le 11 février 2011 sur le site du quotidien Le Parisien. Consulté le 27/08/2012.
26. ↑  Article Grigny 2 : ma copro va craquer paru le 23 avril 2012 sur le site du quotidien Libération. Consulté le 27/08/2012.
27. ↑  Article La copropriété Grigny 2 et ses 5 000 logements peinent à se remettre à flot paru le 1er avril 2012 sur le site du magazine L’Express. Consulté le 27/08/2012.
28. ↑  Article Les charges explosent dans la copropriété géante de Grigny 2 paru le 5 avril 2012 sur le site du quotidien Le Parisien. Consulté le 27/08/2012.
29. ↑  « Deux nouveaux marchands de sommeil tombent en Cour d'Appel de Paris », sur Grigny (consulté le 18 novembre 2023).
30. ↑  Nathalie Birchem, « Dominique F., ingénieur et marchand de sommeil présumé », La Croix,‎ 5 octobre 2021 (lire en ligne, consulté le 18 novembre 2023).
31. 1 2  « Essonne : à Grigny 2, près de 2 000 copropriétaires vont être remboursés », sur actu.fr (consulté le 20 mars 2023)
32. ↑  Isabelle Rey-Lefebvre, « Grigny 2 : l’Etat se résout à racheter 1 320 appartements de cette immense copropriété paupérisée », sur Le Monde, 29 mars 2021 (consulté le 13 juin 2021)
33. ↑  « A Grigny, un décret pour accélérer la réhabilitation de la plus vaste copropriété dégradée d'Europe », Les Echos,‎ 21 mars 2025 (lire en ligne [archive du 21 mars 2025], consulté le 1er juin 2025)
34. ↑  « Actualité | Grigny les bons (gros) tuyaux », sur grigny91.fr (consulté le 1er juin 2025)
35. ↑  « Actualité | Un hiver plein de découvertes et de partage à Grigny ! », sur grigny91.fr (consulté le 1er juin 2025)
36. ↑  « Actualité | Chantiers jeunes 2025 », sur grigny91.fr (consulté le 1er juin 2025)
37. ↑  Plan de ville sur le site officiel de la commune de Grigny. Consulté le 27/08/2012.
38. ↑  État des lieux du centre commercial Grigny 2 sur le site de l’Epareca. Consulté le 27/08/2012.
39. ↑  Présentation de l’église Notre-Dame-de-Toute-Joie sur le site du diocèse d’Évry-Corbeil-Essonnes. Consulté le 27/08/2012.
40. ↑  Fiche du centre de PMI de Grigny 2 sur le site du conseil général de l’Essonne. Consulté le 27/08/2012.
41. ↑  Fiche horaire de la ligne N135 du réseau de bus Noctilien sur le site officiel de l'opérateur. Consulté le 28/08/2012.
42. ↑  Fiche horaire de la ligne N144 du réseau Noctilien sur le site officiel de l'opérateur. Consulté le 28/08/2012.